# Edward Hargraves

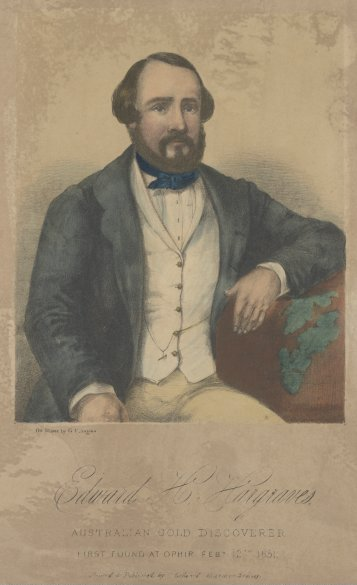
Edward Hammond Hargraves

Edward Hammond Hargraves (* 7. Oktober 1816 in Gosport, England; † 29. Oktober 1891 in Sydney, Australien) war ein britischer Entdecker und fand Goldfelder in Australien.
Hargraves versuchte erfolglos, während des kalifornischen Goldrauschs sein Glück als Goldgräber zu machen. So ging er nach Australien, wo ihn die Ähnlichkeit der Bodenbeschaffenheit der dortigen Goldfelder mit den ihm bekannten Gegenden in Kalifornien zu weiteren Untersuchungen veranlasste. Dies führte zur Entdeckung der Goldadern am Macquarie River (1851). Er wurde daraufhin von der Regierung zum Commissioner of crown lands ernannt und mit der Untersuchung der metallhaltigen Landesteile beauftragt. Nachdem er den Bericht über seine Forschungen erstattet hatte, zog er sich 1852 ins Privatleben zurück, erhielt von der Regierung eine Belohnung von 10.000 Pfund Sterling und ließ sich 1864 in England nieder. Er starb im Oktober 1891 in Sydney.